# Hugo López
Hugo L. López Pérez (ur. 1 lutego 1973) – gwatemalski lekkoatleta, chodziarz.

## Osiągnięcia
| Rok  | Impreza                                           | Miejsce     | Konkurencja      | Lokata      | Wynik    |
| ---- | ------------------------------------------------- | ----------- | ---------------- | ----------- | -------- |
| 1992 | Mistrzostwa Ameryki Środkowej i Karaibów juniorów | Tegucigalpa | chód na 10 000 m | 3. miejsce  | 47:15,4  |
| 1992 | Mistrzostwa świata juniorów                       | Seul        | chód na 10 000 m | 12. miejsce | 43:35,54 |
| 1996 | Igrzyska olimpijskie                              | Atlanta     | chód na 50 km    | –           | DQ       |
| 1997 | Puchar świata w chodzie sportowym                 | Podiebrady  | chód na 50 km    | 63. miejsce | 4:13:43  |
| 1998 | Igrzyska Ameryki Środkowej i Karaibów             | Maracaibo   | chód na 50 km    | 2. miejsce  | 4:06:55  |
| 2002 | Puchar świata w chodzie sportowym                 | Turyn       | chód na 50 km    | 40. miejsce | 4:14:28  |

## Rekordy życiowe
- Chód na 50 kilometrów – 4:02:13 (1998)